# 柯西判別法
柯西判別法是判斷一個實級數或數列收歛的方法。
級數{\displaystyle \sum _{i=0}^{\infty }a_{i}}收歛，若且唯若對於實數{\displaystyle \epsilon >0}，存在正整數{\displaystyle N}使得對於任何{\displaystyle n>N}及{\displaystyle p\geq 1}，{\displaystyle |\sum _{i=n+1}^{n+p}a_{i}|<\epsilon }。
另一個說法是：
數列{\displaystyle A_{i}}收歛若且唯若對於任何實數{\displaystyle \epsilon >0}，存在正整數N使得對於任何{\displaystyle i,j>N}，{\displaystyle |A_{i}-A_{j}|<\epsilon }。